# 13-as torpedónaszád (Osztrák–Magyar Monarchia)
A 13-as torpedónaszád (ex-Python) az Osztrák–Magyar Monarchia Cobra-osztályú torpedónaszádja (Torpedoboot) volt az első világháborúban. Testvérhajói a 14-es, 15-ös és a 16-os torpedónaszád.

## Pályafutása
1898 júniusában megkezdték az építését. Július 20-án jóváhagyták a nevét. 1899. február 25-én vízre bocsátották. Április 11-én szolgálatba állították. Május 9-én szolgálaton kívül helyeztek. Felszerelték a fegyverzetét. 1901. április 24-én összeütközött a XXXVIII-as torpedónaszáddal és beszakadt az orra.
1902. május 17. – szeptember 9. között a Nyári hajóraj kötelékében szolgált.  Szeptember 1-3 között részt vett az Isztriai-félszigetnél I. Ferenc József császár jelenlétében tartott partraszállási gyakorlaton. 1903. március 30. – augusztus 31. között a Torpedó Iskolánál szolgált. 1905. március 14-én és május 14-én Fiumében torpedókísérleteket végzett.
1910. február 17-én Dubrovnik hadikikötőjében, Gravosában (Gruž) segített eloltani a Malagi Derja bárkán keletkezett tüzet. A lángoló hajót végül robbantással el kellett süllyeszteni, hogy megakadályozzák a tűz más hajókra való átterjedését. 1913-ban a neve helyett a 13-as számot kapta. Október 29-én Meleda (Mljet) előtt a rossz időjárásban árbócait elvesztett és a part felé sodródó Italia P olasz vitorlás hajót vontára vette és bevontatta Gravosába.
1914. szeptember 6-án Dalmácia legdélibb pontjától, a Punta d’Ostrótól (Rt Oštra) délre egy ellenséges tengeralattjárót vett üldözőbe. Október 17-én a Waldeck-Rousseau francia cirkáló tüzet nyitott rá. 1915. május 7-én a montenegrói partok előtt végrehajtott bevetésen egy parti üteg tüzébe került, de nem érte találat. 1916. június 26-án a Remo-foktól 14 mérföldnyire délre egy tengeralattjáró két torpedót lőtt ki rá, eredménytelenül. Számos aknakeresést és konvojkísérést hajtott végre. 1918. november 1-jén a Cattarói-öbölben tartózkodott, ahol a brit Bizottság átvette. 1920-ban Franciaországnak ítélték lebontásra.